# Belonogaster hirsuta
Belonogaster hirsuta är en getingart som beskrevs av Richards 1982. Belonogaster hirsuta ingår i släktet Belonogaster och familjen getingar. Inga underarter finns listade.